# Harry von Arnim
Harry Karl Kurt Eduard von Arnim (Mysłowice, Nyugat-pomerániai vajdaság, 1824. október 3. – Nizza, 1881. május 19.) gróf, porosz diplomata.

## Élete
Jogot végzett és a diplomáciai pályára lépett. A müncheni, római és 1859-től 1861-ig a bécsi követségnél működött. Mint rendkívüli követ szolgált ezután Lisszabonban (1862) és Münchenben (1864). 1864-től mint Poroszország, 1866-tól pedig mint az észak-német szövetség követe sikeresen működött a pápai kuriánál. Az 1866-ban kötött porosz-olasz szövetség és barátság megerősítésén fáradozott és hathatósan támogatta a német püspökök ellenséges magatartását a csalhatatlansági dogmával szemben (1899-70). Érdemei elismeréséül 1870. július 28-án grófi rangra emelték. 1871-ben a Franciaországgal kötendő béke ügyében Brüsszelben és utóbb Bismarck herceggel együtt Frankfurt am Mainban működött. Ezen alkudozások közben Arnim ügyes és tapasztalt diplomatának bizonyult, ezért 1872. június 9-én német követté nevezték ki a francia köztársasághoz. Ezen kényes állásban azonban nem járt el úgy, amint a feltétlen engedelmességet követelő vaskancellár követelte, szította nevezetesen a monarchista pártokat Thiers ellen és Bismarck háta mögött iparkodott Vilmos császárt befolyásolni. Emiatt Bismarck sürgetésére 1874. április 2-án Párizsból Konstantinápolyba helyezték át. Mivel pedig ezen állását elfoglalni vonakodott, 1874. május 15-én nyugalmazták. Eközben kiderült, hogy Arnim a levéltárból több hivatalos okiratot elvitt és miután ezen okiratok kiadását megtagadta, 1874. október 4-én Bismarck őt elfogatta és a berlini törvényszék elé állította. Miután 100 000 tallér biztosíték mellett és orvosi bizonyítvány alapján ideiglenesen szabad lábra helyezték, külföldre menekült. Az 1874. december 9-e és 15-e között letárgyalt perben a bíróság bűnösnek mondta és három havi fogságra ítélte, melyet a másodfokú bíróság 1875. június 24-én 6 hónapra emelt. Egyúttal a büntető törvénykönyvbe is fölvették az úgynevezett Arnim-szakaszt. Arnim ezután külföldön élt (1878-tól Ausztriában) és heves támadásokat intézett Bismarck ellen. Nagy feltűnést keltett Pro nihilo című röpirata (Zürich, 1875), mely miatt az államtörvényszék mint hazaárulót in contumaciam öt évi fegyházra ítélte. 1878 után még két röpiratot írt egyházi politikájának védelmére: Der Nunzius kommt (Bécs, 1878) és Quid faciamus nos? (uo. 1879). 1880-ban családja és ügyvédei elérték azt, hogy a legfőbb birodalmi törvényszék a hazaárulás vádját illetőleg a per megújítását elrendelte. Arnim éppen Lipcsébe készült a tárgyalásra, amikor Nizzában váratlanul elhunyt.